# Il gabbiano (film 2018)
Il gabbiano (The Seagull) è un film del 2018 diretto da Michael Mayer.
Il film è un adattamento cinematografico de Il gabbiano dello scrittore e drammaturgo russo Anton Čechov. Il cast principale è composto da Annette Bening, Saoirse Ronan, Billy Howle, Corey Stoll, Elisabeth Moss, Jon Tenney, Mare Winningham, Michael Zegen e Brian Dennehy.

## Trama
Un'attrice di nome Irina decide di trascorrere l'estate nella tenuta di campagna di suo fratello Sorin. Per l'occasione porta con sé Boris, uno scrittore di successo, nonché suo amante. Nina, una giovane e innocente ragazza di una tenuta vicina, si innamora di Boris.

## Produzione
Le riprese sono iniziate a New York il 29 giugno 2015.

## Promozione
Il primo trailer del film viene diffuso il 6 marzo 2018.

## Distribuzione
La pellicola è stata distribuita nelle sale cinematografiche statunitensi a partire dall'11 maggio 2018.